# Polynema pusillum
Polynema pusillum är en stekelart som beskrevs av Alexander Henry Haliday 1833. Polynema pusillum ingår i släktet Polynema och familjen dvärgsteklar. Inga underarter finns listade i Catalogue of Life.